# Franz Justus Rarkowski
Franz Justus Rarkowski SM (* 8. Juni 1873 in Allenstein; † 5. Februar 1950 in München) war ein deutscher katholischer Militärbischof.

## Leben
Franz Justus Rarkowski wuchs im Ermland, dem katholischen Teil Ostpreußens auf. Er trat den Maristenpatres bei und studierte Theologie in Innsbruck, in Belgien und in der Schweiz. Er empfing am 9. Januar 1898 in Brixen die Priesterweihe. Es ist unklar, wann er die Maristen offiziell verließ, aber einige Jahre später war er faktisch Priester des Bistums Ermland in Ostpreußen.

### Erster Weltkrieg
In mehrfacher Hinsicht ein Außenseiter, sah er seine Zukunft in der Militärseelsorge und meldete sich 1914 freiwillig in den Ersten Weltkrieg. Er wurde Garnisons-, Lazarett- und Kriegsgefangenenpfarrer in Berlin. Ab 1916 war er Divisionspfarrer, nach 1919 Divisions- bzw. Oberpfarrer in Koblenz, Königsberg, Breslau und zuletzt in Berlin.

### Reichswehr
In den 1920er-Jahren orientierte er sich in Richtung der Deutschnationalen Volkspartei Alfred Hugenbergs. Aus diesem Grunde blieb er in der ermländischen Priesterschaft, die der katholischen Zentrumspartei nahestand, mehr und mehr isoliert. Umso besser waren jedoch seine Kontakte zur deutschen Heeresleitung. Er wurde 1929 auf Vorschlag der Heeresleitung von der Fuldaer Bischofskonferenz mit der Leitung der katholischen Seelsorge in der Reichswehr beauftragt.

### Wehrmacht
Am 13. Juni 1936 wurde Rarkowski zum Apostolischen Protonotar ernannt. Am 11. August 1936 wurde er von Papst Pius XI. mit der kommissarischen Leitung des katholischen Feldbischofsamtes der Wehrmacht betraut. Gemäß Art. 27 des Reichskonkordates (1933) war das Amt eines Armeebischofs vorgesehen.

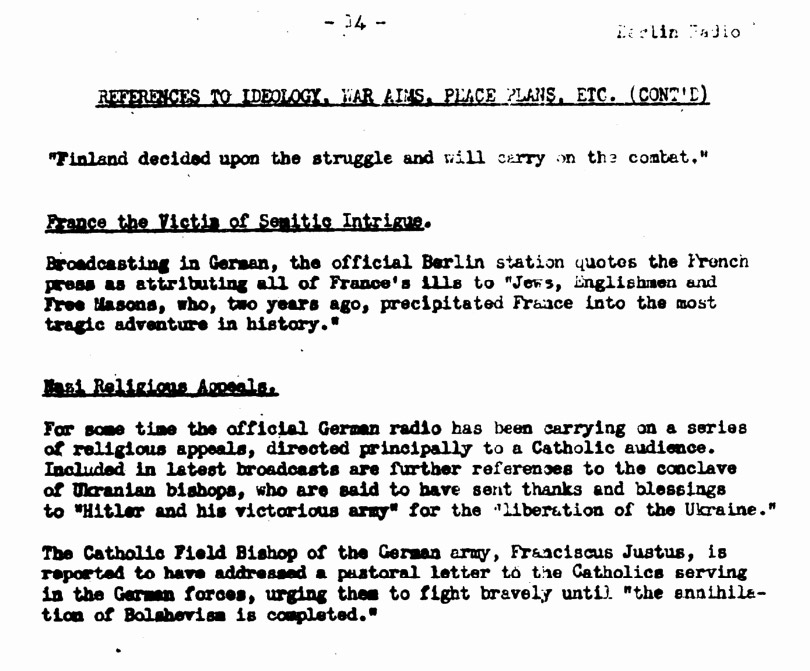
Der US-Nachrichtendienst über „Franciscus Justus’“ Aufruf, „den Bolschewismus zu vernichten“

Die Ernennung zum Titularbischof von Hierocaesarea und Feldbischof der deutschen Wehrmacht erfolgte am 7. Januar 1938 durch Papst Pius XI., obwohl Rarkowski nicht der Kandidat der deutschen römisch-katholischen Kirche für dieses Amt war, sondern der des Staates. Zuvor war seine Pensionsgrenze im Juni des Jahres suspendiert worden. Die Bischofsweihe spendete ihm der apostolische Nuntius Cesare Orsenigo unter Assistenz der Bischöfe von Münster und Berlin, Clemens August Graf von Galen und Konrad Graf von Preysing, am 20. Februar des gleichen Jahres in der Sankt-Hedwigs-Kathedrale zu Berlin.
Feldbischof Rarkowski wurde wegen seiner „geistigen Mittelmäßigkeit“ und wegen Befürchtung seiner Indiskretion gegenüber der NS-Partei zur Fuldaer Bischofskonferenz nie eingeladen. Zu plakativ deckten sich auch seine Hirtenworte passagenweise mit Parteiparolen und NS-Floskeln.
In seinem Heimatgruß vom 1. September 1939 schrieb er:
```
 „Kameraden! In ernster Stunde, da unser deutsches Volk die Feuerprobe der Bewährung zu bestehen hat und zum Kampfe um seine natürlichen und gottgewollten Lebensrechte angetreten ist, wende ich mich als Katholischer Feldbischof der Wehrmacht an euch Soldaten, die ihr in diesem Kampf in der vordersten Front steht und die große und ehrenvolle Aufgabe habt, die Sicherheit und das Leben der deutschen Nation mit dem Schwerte zu schützen und zu verteidigen. Euer Einsatz ist von einem heiligen Ernst, von einer großen Bestimmung und Verpflichtung getragen. Jeder von euch weiß, worum es in diesen Sturmestagen unseres Volkes geht, und jeder sieht bei diesem Einsatz vor sich das leuchtende Vorbild eines wahrhaften Kämpfers, unseres Führers und Obersten Befehlshabers, des ersten und tapfersten Soldaten des Großdeutschen Reiches, der sich nunmehr bei euch an der Kampffront befindet. ...“.
[
2
]
```

In einem Hirtenbrief vom 29. Juni 1941 schrieb er, dass der „Krieg gegen Russland ein europäischer Kreuzzug“ sei.
Er schrieb vom „bolschewistischen Untermenschentum“ und wünschte in einem Hirtenbrief den verwundeten Soldaten, dass „jeder von Euch recht bald genese und sich auf dem Platz, den er einnimmt, weiterhin im Dienste des Führers, Volk und Vaterland bewähre. Dazu verhelfe Euch der allmächtige Gott […]“.
Von 1940 an war die Gesundheit Franz Justus Rarkowskis so schwach, dass er sein Amt nur noch mit geringer Kraft ausüben konnte. Im Frühjahr 1944 verließ er Berlin für eine gesundheitliche Behandlung in Bayern. Erst am 1. Februar 1945 wurde er pensioniert.

### Nachkriegszeit
Nach Kriegsende wohnte Rarkowski in Bayern.

## Bewertungen
In seiner Zeit in der Wehrmacht wurde Rarkowski von kirchlicher Seite als schwach und oberflächlich angesehen und auch innerhalb des Bischofskollegiums isoliert. Dabei spielte auch seine mangelnde Distanz zum nationalsozialistischen Regime und die Art, wie er sich in seinen Hirtenbriefen ausdrückte, eine Rolle.
2020 benannte die Deutsche Bischofskonferenz Rarkowski in ihrer Denkschrift Deutsche Bischöfe im Weltkrieg vom 29. April 2020 ausdrücklich als Beispiel für „schuldhaftes Versagen“: „Eine besonders problematische und negative Rolle spielte Feldbischof Franz Justus Rarkowski. Nicht der Bischofskonferenz zugehörig und ein deutsch-nationaler Außenseiter in der Kirche, suchte er die religiösen und spirituellen Kräfte der Soldaten ganz im Sinne der Wehrmachtsführung zu mobilisieren.“

## Schriften
- Die Kämpfe einer preußischen Infanterie-Division zur Befreiung von Siebenbürgen, Berlin 1917.
- Katholisches Militär-Gebet- und Gesangbuch, Berlin 1937.
- Katholisches Feldgesangbuch, Berlin 1939.
- Kriegsworte von Feldbischof Franziskus Justus Rarkowski. Edition der Hirtenschreiben und anderer Schriften 1917 - 1944. Hrsg. von P. Bürger. Norderstedt 2021. ISBN 978-3-7543-2454-7 (Paperback), ISBN 978-3-7543-2143-0 (fester Einband)